# Páll Árnason
Páll Árnason, även känd som Paul Arnesen, född 1776, död 1851, var en isländsk-dansk klassisk filolog.
Árnason var överlärare i Kristiania och i Slagelse, senare (1815–1818) rektor i Fredericia, författare till en grekisk-dansk ordbok (1830) och en latinsk-dansk (1845–1848). Hans dotter, Benedicte Arnesen-Kall, skildrade hans liv i Paul Arnesen Islænder, et Livsbillede (Köpenhamn 1884).